# Südermarsch
Südermarsch (danès Sydmarsk) és un municipi del districte de Nordfriesland, dins l'Amt Nordsee-Treene, a l'estat alemany de Slesvig-Holstein. És a 5 kilòmetres de Husum. El 31 de desembre del 2023 tenia 134 habitants.